# Mezquita de Magdalena del Mar
La Mezquita de Magdalena del Mar (también llamada como Mezquita de Magdalena o Mezquita de Lima) es una de las dos únicas mezquitas en el Perú, la otra es la Mezquita Bab ul Islam en Tacna.
Fue erizada en las áreas de una casona en 1986 por la comunidad palestina en el distrito de Magdalena del Mar, de la ciudad de Lima. El edificio religioso se encuentra abierto al público en general.

## Historia

### Primeros años
En 1986 Miguel Abdalá Hamideh, un empresario palestino, donó su hogar a la comunidad musulmana en el Perú que vio afectada su imagen por las acciones del Conflicto árabe-israelí, paralelamente también para dar una apertura a refugiados palestinos que llegaban a Lima.

### Sede de la Asociación Islámica del Perú
La Asociación Islámica del Perú, que tomó el liderazgo de la mezquita, anunció entre las décadas del 2000 y 2010 que estaba planeando la construcción de una mezquita mucho más grande en el mismo distrito de Magdalena del Mar, pues la cantidad de fieles ya estaba llegando a dos mil, entre inmigrantes (refugiados y turistas del mundo islámico)y peruanos conversos, la mayoría de ellos de la rama sunita.
La mezquita suele ser utilizada como punto de protestas por parte de los musulmanes que rechazan todo acto de yihadismo o islamofobia.
El 14 de mayo del 2019, la mezquita es escenario del Consejo Interreligioso entre varias congregaciones religiosas que conviven en el Perú.

## Descripción
El edificio islámico se encuentra entre los jirones de Tacna y Alfonso Ugarte, a pocos kilómetros de la Iglesia del Inmaculado Corazón de María.
Su fachada no es exactamente similar a la de una mezquita asiática, por lo que varios no utilizan el término «masŷid» para definir al templo. Su interior tiene musalas separados para mujeres y hombres, llena de alfombras para la oración en dirección a La Meca en Arabia Saudita.
La mezquita es el lugar principal de la comunidad musulmana en el Perú, el punto de celebración para el Ramadán en el país y la sede principal de la Asociación Islámica del Perú.